# Saint-Honoré-de-Témiscouata
Pour les articles homonymes, voir Saint-Honoré.
Saint-Honoré-de-Témiscouata est une municipalité dans la municipalité régionale de comté du Témiscouata  au Québec (Canada), située dans la région administrative du  Bas-Saint-Laurent.

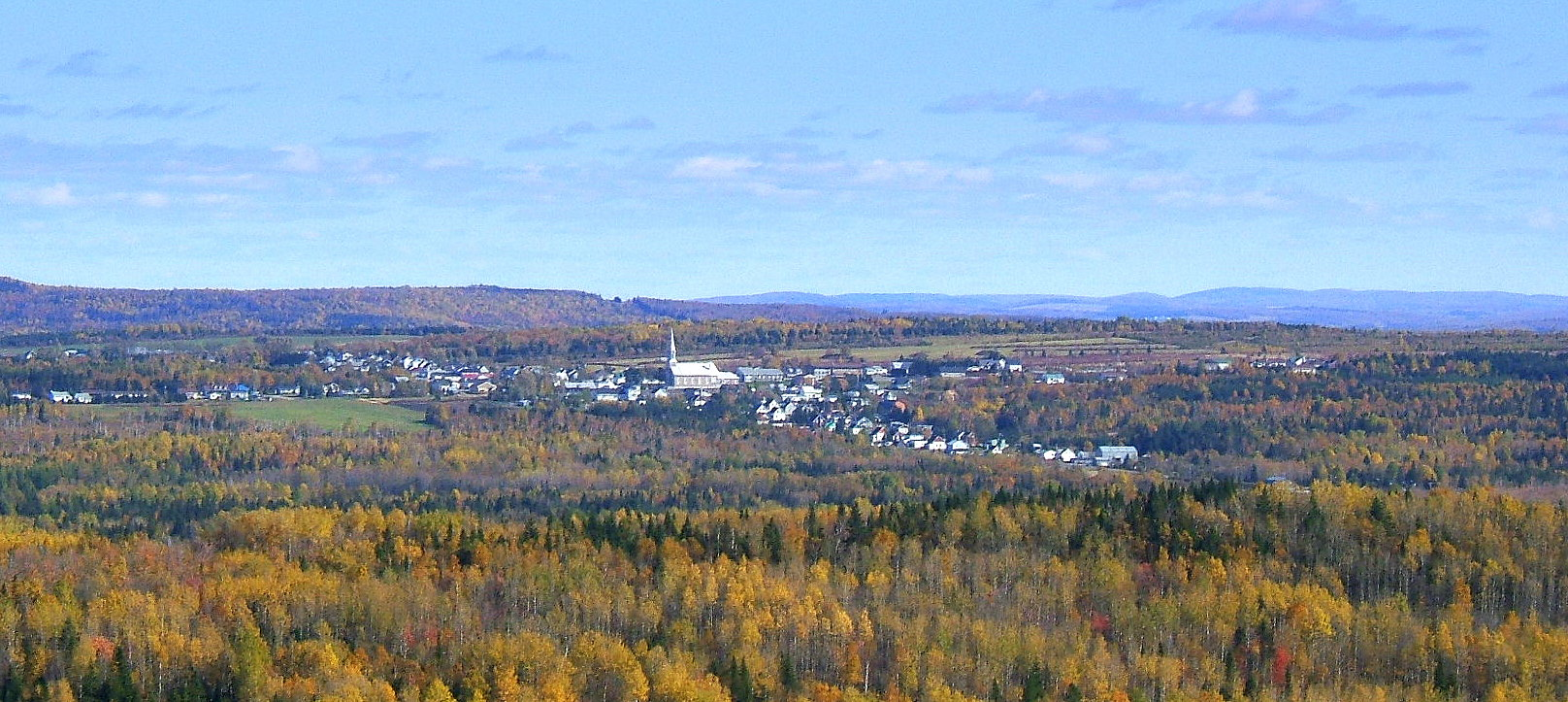
Vue du village de Saint-Honoré-de-Témiscouata à partir du sommet du mont Citadelle.

## Histoire
Traversé par le Chemin du Portage, reliant la vallée du fleuve Saint-Laurent à l'Acadie, le territoire de Saint-Honoré accueille ses premiers colons vers 1837. En 1853, une première messe est célébrée sur le territoire, qui compte alors quelques familles dispersées le long du chemin du Portage. La municipalité est érigée civilement le 24 février 1874, sous le nom de Municipalité du Canton d'Armand. Le chemin de fer du Témiscouata, construit en 1887, favorise grandement le développement de la municipalité.
Les efforts du gouvernement pour contrer la crise économique de 1929 donnent un nouvel essor à la municipalité. Les primes au défrichement, les subventions pour la construction de maisons, de granges et de chemins favorisent l'occupation d'un territoire pourtant peu accueillant pour l'agriculture. La population de Saint-Honoré atteint un sommet au milieu des années 1950 avec 1 735 habitants.
Avec la fin des primes à la colonisation, les habitants laissés à eux-mêmes abandonnent progressivement une agriculture peu rentable. Ceux qui persistent à cultiver la terre malgré tout abandonneront un jour par manque de relève : beaucoup de jeunes ont en effet quitté la municipalité depuis 50 ans. La construction de la route transcanadienne (route 185) en 1973, à 2 kilomètres à l'écart du village, précipite le déclin des activités commerciales qu'on trouvait jadis au village, le long de l'ancien chemin datant de 1861. Aujourd'hui, la population de Saint-Honoré est d'un peu moins de 1 000 habitants. 
Saint-Honoré-de-Témiscouata est l'une des localités organisatrices du Ve Congrès mondial acadien en 2014.

## Géographie
Située sur les hauteurs des monts Notre-Dame, sur la ligne de partage des eaux entre le bassin hydrographique du fleuve Saint-Laurent et celui du fleuve Saint-Jean, Saint-Honoré souffre d'un climat rude et venteux, avec de fortes précipitations neigeuses, peu propice pour l'agriculture. Le territoire de la municipalité accueille plusieurs projets de parcs éoliens, dont celui de la compagnie Boralex.
La rivière Saint-François traverse la pointe nord-ouest de la municipalité vers le sud.
À partir du lac Plat, dans le centre-sud de la municipalité, la Petite rivière Bleue coule vers le sud-est.
À partir de son crénon, dans le sud-ouest, la rivière Bleue Sud-Ouest coule vers le sud-est.
À partir de son crénon, dans le nord-est, la rivière Toupiké coule vers le nord-est.
À partir du lac à Rosaire, dans au sud du village, la rivière Petite Fourche coule vers le nord-est.
À partir de son crénon, dans le nord-est, la rivière Lachaine coule vers le nord-est.
À partir de son crénon, dans le nord-est, la rivière des Prairies coule vers le sud.

## Démographie
| 1991 | 1996 | 2001 | 2006 | 2011 | 2016 | 2021 |
| ---- | ---- | ---- | ---- | ---- | ---- | ---- |
| 843  | 838  | 804  | 807  | 780  | 741  | 763  |

## Administration
Les élections municipales se font en bloc pour le maire et les six conseillers.
| Saint-Honoré-de-Témiscouata Maires depuis 2001                                                                       |                 |         |          |
| Élection | Maire           | Qualité | Résultat |
| 2001 | Marin Lebel     |         | Voir     |
| 2005 | Marin Lebel     | Voir    |          |
| 2009 | Marin Lebel     | Voir    |          |
| 2013 | Richard F. Dubé |         | Voir     |
| 2017 | Richard F. Dubé | Voir    |          |
| 2021 | Andrée Dubé     |         | Voir     |
| Élection partielle en italique Depuis 2005, les élections sont simultanées dans toutes les municipalités québécoises |                 |         |          |